# De Dion-Bouton 16/22 CV
Der De Dion-Bouton 16/22 CV war eine Pkw-Modellreihe des französischen Automobilherstellers De Dion-Bouton aus der Zeit vor dem Zweiten Weltkrieg. Dabei stand das CV für die Steuer-PS. Zu dieser Modellreihe gehörten:
- De Dion-Bouton Type EP (1913–1914)
- De Dion-Bouton Type EQ (1913–1914)